# 금부삼복법
금부삼복법(禁府三覆法)은 1426년(세종 8년)에 시행된 사법제도로서, 현대에서의 삼심제와 유사하다. 삼복법은 고려시대부터 존재하였으며, 조선시대까지 이어졌다. 그러나 세종 대에 시행된 금부삼복법은 기존의 삼복법과는 약간의 차이가 있다. 조선시대에 중죄인을 다루는 의금부에서는 국왕에 보고하여 사형을 곧바로 처리하는 것이 일반적이었는데, 도둑질한 궁인을 삼복하지 않고 처벌하는 것과 관련하여 고약해가 삼복법을 어기는 일이라며 지적하였다. 이에 세종은 의금부에도 삼복법을 적용하도록 하면서, 금부삼복법이 시행되었다.